# Montan, Sydtyrolen
Montan är en ort och kommun i provinsen Sydtyrolen i regionen Trentino-Sydtyrolen i Italien. Kommunen hade 1 701 invånare (2018).